# Pseudoperomyia japonica
Pseudoperomyia japonica är en tvåvingeart som beskrevs av Jaschhof 2000. Pseudoperomyia japonica ingår i släktet Pseudoperomyia och familjen gallmyggor. Inga underarter finns listade i Catalogue of Life.